# 凱夫斯普林斯 (阿肯色州)
凱夫斯普林斯（英語：Cave Springs）是一個位於美國阿肯色州本頓縣的城市。根據2020年美國人口普查，該地人口為5495人，而該地的面積約為20.10平方千米。

## 地理
凱夫斯普林斯的座標為36°16′40″N 94°13′24″W / 36.27778°N 94.22333°W，而該地的平均海拔高度為352米（即1355英尺）。